# Presa Blanca
Presa Blanca es una localidad del estado mexicano de Guanajuato. Es parte del municipio de Celaya.

## Demografía
| Gráfica de evolución demográfica |
|                                  |

| Censo | Población |
| ----- | --------- |
| 1900  | 195       |
| 1910  | 97        |
| 1921  | 141       |
| 1930  | 206       |
| 1940  | 211       |
| 1950  | 179       |
| 1960  | 355       |
| 1970  | 363       |
| 1980  | 674       |
| 1990  | 1 203     |
| 2000  | 1 427     |
| 2010  | 1 881     |
| 2020  | 2 167     |